# Flavius Gaudentius
Flavius Gaudentius (gestorben 424/425) war ein weströmischer Offizier und Heermeister (magister militum).
Gaudentius war vornehmer Abstammung und stammte aus Durostorum (heute Silistra in Bulgarien), der Hauptstadt der Provinz Scythia Minor. Er stieg als Domesticus (Angehöriger der kaiserlichen Leibwache), also bereits in relativ hoher Position, in die Armee ein und könnte als Teil des Heers Kaiser Theodosius’ I. in den Westen gekommen sein, als dieser 394 gegen den Usurpator Eugenius zog. Er fungierte von 399 bis 401 als comes Africae, wobei er gemeinsam mit Iovianus (oder Iovius) pagane Tempel in Karthago zerstören ließ. Dass die beiden Feldherren dabei offenbar gegen den Willen der Kaiser handelten, die zwar heidnische Opfer verboten hatten, aber die Zerstörung von Tempeln verboten, lässt sich als Zeichen werten, dass Gaudentius Christ war.
Da für Juli 401 Bathanarius als comes Africae belegt ist, scheint Gaudentius 401 abberufen worden zu sein. Sein Schicksal zwischen den Jahren 401 und 423, als die weströmische Armee zunächst unter der Kontrolle Stilichos (bis 408), und dann des Flavius Constantius (ca. 410–423) stand, ist ungewiss. Aus dieser Zeit ist nur die Tatsache bekannt, dass Gaudentius’ um 390 geborener Sohn Flavius Aëtius als Geisel der Römer zunächst bei Alarich, dann bei den Hunnen fungierte.
Gaudentius tritt erst wieder unter dem Usurpator Johannes hervor, der sich nach dem Tod des Honorius 423 zum Westkaiser erhob. Unter ihm fungierte Gaudentius als magister militum, wohl als magister militum per Gallias, doch ist diese Identifizierung unsicher. Nach 389 ist lange kein Heermeister in Gallien sicher nachgewiesen (erst wieder 407 mit Chariobaudes); der Amtssprengel des Gaudentius wird nur davon abgeleitet, dass er zuvor bereits als magister militum diente und 424/425 bei einem Soldatenaufstand in Arelate in Gallien getötet wurde. Dennoch könnte er auch formal als Hofheermeister (magister militum praesentalis) fungiert haben.
Umstritten ist auch, welche Rolle er bei der Usurpation des Johannes spielte. Er könnte die treibende militärische Kraft hinter der Usurpation gewesen sein. Dies würde voraussetzen, dass er 423 eine Machtstellung innehatte, die ihm ein solches Manöver ermöglichte. Seine Ernennung zum magister militum könnte aber im Gegenteil auch ein Zeichen der relativ schwachen Machtbasis des Johannes in der Armee sein. Johannes hätte dann einen vor 423 relativ einflusslosen Mann zu einem seiner führenden Generäle gemacht.
Gaudentius heiratete eine reiche italische Aristokratin. Sein Sohn Flavius Aëtius stieg zunächst mit ihm unter Johannes auf und wurde in den 430er Jahren in einem harten Machtkampf zum obersten Heermeister im Westen. Er hatte diese mächtige Position inne, bis er 454 ermordet wurde.